# Энтерпрайз (Алабама)
Э́нтерпрайз — город в юго-восточной части округа Коффи и юго-западной части округа Дейл на юго-востоке Алабамы, США. По переписи 2020 года его население составляло 28 711 человек.
Энтерпрайз является основным городом микрополитенской статистической области Энтерпрайз (с частью города в округе Дейл, входящей в состав микрополитенской статистической области Озарк). Первоначально он был частью микрополитенского района Энтерпрайз-Озарк, затем был разделен; в течение более длительного времени был частью объединённой статистической области Дотан-Энтерпрайз-Озарк, но в более поздних переписях является отдельной первичной статистической областью.
Энтерпрайз известен большим памятником женщине, держащей долгоносика посреди главной улицы. Символ этого насекомого важен, так как уничтожение урожая хлопка долгоносиком привело к разнообразию сельского хозяйства; так, началось выращивание арахиса. Это единственная статуя насекомого-вредителя в мире.
Энтерпрайз находится рядом с базой армейской авиации Форт-Ракер.
В Энтерпрайз расположен Enterprise State Community College.